# Spårvidd 802 mm
802 mm var en smalspårig spårvidd för järnväg i Sverige. Spårvidden var 2,7 svenska fot (801,6 millimeter) och föreslogs 1866 av Erik Sandell för en lokbana mellan Hällefors och Nygård. Claes Adelsköld tillstyrkte spårvidden om lok enligt hans patent med radialaxlar användes. Andra järnvägar med hästar som dragkraft i området byggdes om till samma spårvidd mellan 1869 och 1871. Det första loket började användas 1869 med en boggi patenterad av Harald Asplund. Samtliga dessa järnvägar ersattes av normalspåriga Östra Värmlands Järnväg som fick koncession den 9 maj 1873.
Spårvidden 802 millimeter valdes av Vikern–Möckelns Järnväg som fick koncessionen den 18 september 1871. Den 19 januari 1872 fick Pålsboda–Finspång Järnväg den första koncessionen för en 891 millimeter, 3 svenska fot, smalspårig järnväg i Sverige. Claes Adelsköld rekommenderade 891 millimeter efter att Harald Asplund inte ville licensiera lok med utsvängda ramar som behövdes på 802 millimeter banor.
Efter patentstriden nybyggdes endast Säfsnäs järnväg som fick koncession den 21 maj 1874. Hällefors–Fredriksbergs Järnvägar som öppnades 1931 var en tillbyggnad till Säfsnäs järnväg.  En anledning till att Voxna–Lobonäs Järnväg som öppnade 1908 byggdes var tillgången till begagnade fordon från Bredsjö–Degerfors Järnväg när delar av den byggdes om till normalspår eller lades ner 1907. När Voxna–Lobonäs Järnväg upphörde 1932 såldes en del fordon till Hällefors–Fredriksbergs Järnvägar.

## Svenska järnvägar med 802 mm spårvidd
| Lands- del | Län       | Kommun    | Bansträckning                                       | S p å r | Längd km | Bevåg med  | Kon- cession år-m-d | från år-m-d | till år-m-d | revs | Sällskap                               | Anmärkning / Källa                                                                                             |
| Svealand   | Örebro    | Hällefors | Bredsjö - Degerfors                                 | 1       | 15       | ånga       |                     |             |             |      | Bredsjö-Degerfors Järnväg, BDJ         | |
| Svealand   | Örebro    | Hällefors | Bredsjö - Grängen                                   | 1       | 15       | häst, ånga |                     | 1894-09-01  |             |      | Bredsjö-Grängens Järnväg, BGJ          | , ombyggd till 1435 mm 1907                                                                                    |
| Svealand   | Örebro    | Nora      | Striberg - Grängen                                  | 1       | 28,2     | ånga       | 1885-12-04          | 1887-12-01  |             |      | Striberg-Grängens Järnväg, SGJ         | , ombyggd till 1435 mm 1907; 2 bibanor funnos (till Petersfors bruk, 1,3 km och till Rössbergs gruvor, 3,4 km) |
| Svealand   | Örebro    | Nora      | a) Striberg - Vikersvik b) Dalkarlsberg - Degerfors | 1       | 50       | ånga       | 1871-09-18          | 1873-12-__  | 1907        |      | Vikern-Möckelns Järnväg, WMJ           | |
| Svealand   | Örebro    | Nora      | Vikersvik - Dalkarlsberg -                          | 1       | 4        | ånga       |                     | 1873-12-__  | 1953        | 1954 | Dalkarlsbergs Järnväg                  | |
| Svealand   | Örebro    | Hällefors | Hällefors - Gravendal                               | 1       |          | ånga       |                     |             |             |      | Hällefors-Fredriksbergs Järnvägar, HFJ | |
| Svealand   | Dalarna   | Ludvika   | Neva - Fredriksberg - Gravendal - Hörken            | 1       |          | ånga       | 1874-05-21          |             | 1963        |      | Säfsnäs Järnväg, SVJ                   | |
| Norrland   | Gävleborg | Ovanåker  | Voxna - Voxnabruk - Lobonäs                         | 1       | 28,9     | ånga       | 1907-09-05          | 1908-11-13  | 1932-11-30  |      | Voxna-Lobonäs Järnväg, WLJ             | |

### Källhänvisningar
1. 1 2  Sundström, Erik. ”Spårvidder och dess historia”. Historiskt om Svenska Järnvägar. http://www.historiskt.nu/diverse/sparvidd/spv_erik_4.html. Läst 18 februari 2013.
2. ↑  ”WMJ, Vikern - Möcklens Järnväg”. Historiskt om Svenska Järnvägar. http://www.historiskt.nu/normalsp/nbj/bdj_historik.html#1. Läst 28 februari 2013.
3. ↑  ”VÄG- OCH VATTENBYGGNADSSTYRELSENS S) ALLMÄNNA ARBETEN” (PDF). SVERIGES OFFICIELLA STATISTIK (BiSOS). Statistiska centralbyrån. 1872. sid. 9. http://www.scb.se/Grupp/Hitta_statistik/Historisk_statistik/_Dokument/BISOS%20S/Allmanna%20arbeten%20S%20Historisk%20statistik%201800-talet%201872.pdf. Läst 28 februari 2013.
4. ↑  ”VÄG- OCH VATTENBYGGNADSSTYRELSENS S) ALLMÄNNA ARBETEN” (PDF). SVERIGES OFFICIELLA STATISTIK (BiSOS). Statistiska centralbyrån. 1874. sid. 7. Arkiverad från originalet den 8 november 2012. https://web.archive.org/web/20121108085142/http://www.scb.se/Grupp/Hitta_statistik/Historisk_statistik/_Dokument/BISOS%20S/Allmanna%20arbeten%20S%20Historisk%20statistik%201800-talet%201874.pdf. Läst 28 februari 2013.
5. ↑  ”WLJ, Woxna - Lobonäs Järnväg”. Historiskt om Svenska Järnvägar. http://www.historiskt.nu/smalsp/wlj/wlj_fakta.html. Läst 28 februari 2013.
6. ↑  ”WLJ, Woxna - Lobonäs Järnväg Rullande materiel”. Historiskt om Svenska Järnvägar. http://www.historiskt.nu/smalsp/wlj/rullande.html. Läst 28 februari 2013.